# Amelora pachyspila
Amelora pachyspila är en fjärilsart som beskrevs av Turner 1919. Amelora pachyspila ingår i släktet Amelora och familjen mätare. Inga underarter finns listade i Catalogue of Life.